# El Baile de la Vida: El CD
El Baile de la Vida: El CD es el álbum musical de la telenovela colombiana "El baile de la vida". Se trata de un disco compacto doble que contiene los temas musicales de esta telenovela. Es una recopilación con interpretaciones de época y con las grandes orquestas tropicales de los años cincuenta. Fue editado por Discos Fuentes.
 
Contiene cuatro temas originales: El porro "Ya te conozco" tema de presentación de la novela, y los boleros "Veneno" y "Semilla de odio", interpretados por Luly Bossa, además un mosaico de gaitas con la orquesta Los Tupamaros. 

## Lista de canciones: Lado A
| N.º | Título                           | Música                                            | Escritor(es)              | Duración |  |
| 1.  | «Ya te conozco»                  | Paula González                                    | Jimmy Pulido              | 3:01     |  |
| 2.  | «Diciembre Azul»                 | Edmundo Arias                                     | Edmundo Arias             | 2:45     |  |
| 3.  | «San Marcos»                     | Tony Contreras y La Orquesta de Clímaco Sarmiento | Adolfo Castro             | 2:50     |  |
| 4.  | «En la madrugá»                  | Pacho Galán                                       | Hernando Vergara          | 2:50     |  |
| 5.  | «Gózala»                         | Ariza y su Combo                                  | Oberto López              | 2:15     |  |
| 6.  | «Las mujeres a mí no me quieren» | Guillermo Buitrago                                | Guillermo Buitrago        | 2:32     |  |
| 7.  | «El Campeón»                     | La Orquesta de Pacho Galán                        | José Ricardo Vergara      | 2:32     |  |
| 8.  | «Ligia»                          | Edmundo Arias                                     | Edmundo Arias             | 2:18     |  |
| 9.  | «La Ceiba»                       | La Orquesta de Clímaco Sarmiento y Jairo Likasale | Silvestre Julio           | 2:45     |  |
| 10. | «Las Cuatro Fiestas»             | Adolfo Echeverría y Nury Borras                   | Adolfo Echeverría         | 2:56     |  |
| 11. | «Cumbia del Caribe»              | Edmundo Arias                                     | Edmundo Arias             | 2:48     |  |
| 12. | «Bombo y Maracas»                | Pacho Galán                                       | Esther Forero             | 3:00     |  |
| 13. | «Falta la plata»                 | El Pibe Velasco y Crescencio Camacho              | Rufo Garrido              | 2:59     |  |
| 14. | «La Cigarra»                     | Pacho Galán                                       | Eliseo García             | 2:50     |  |
| 15. | «El Escorpión»                   | La Orquesta de Clímaco Sarmiento                  | Víctor Salamanca          | 2:44     |  |
| 16. | «Palito e' Matarrón»             | Los Curramberos de Guayabal y Esther Forero       | Esther Forero             | 2:51     |  |
| 17. | «Hombre al Agua»                 | Lucho Bermúdez                                    | Enrique Bonfante Castilla | 3:05     |  |
| 18. | «Aracatún»                       | Pacho Galán                                       | Esther Forero             | 2:52     |  |
| 19. | «Ni Son Ni Ton»                  | La India Meliyará                                 | Isaac Villanueva          | 3:18     |  |
| 20. | «Semilla de Odio»                | Luly Bossa                                        | Luis Bernardo Saldarriaga | 2:46     |  |

## Lista de canciones: Lado B
| N.º | Título                      | Música                                            | Escritor(es)                 | Duración |  |
| 1.  | «Nubia»                     | La Orquesta de Pacho Galán                        | José Ricardo Vergara         | 3:26     |  |
| 2.  | «Las cosas de la vida»      | Jaime Manjarrés y La Orquesta de Edmundo Arias    | Edmundo Arias                | 3:11     |  |
| 3.  | «Ave pa' ve'»               | Gabriel Romero y La Orquesta de Edmundo Arias     | Edmundo Arias                | 4:22     |  |
| 4.  | «Güepajé»                   | Nando Malo y La Orquesta de Edmundo Arias         | Edmundo Arias                | 2:51     |  |
| 5.  | «Merecumbé de las flores»   | La Orquesta de Edmundo Arias                      | Edmundo Arias                | 4:23     |  |
| 6.  | «Papeles Cambiados»         | Nora Tatis y La Orquesta de Clímaco Sarmiento     | Clímaco Sarmiento            | 2:25     |  |
| 7.  | «La estera»                 | Rufo Garrido y su Orquesta y Eliseo Herrera       | Eliseo Herrera               | 2:40     |  |
| 8.  | «El vendaval»               | Ariza y su Combo y Víctor Salamanca               | Víctor Salamanca             | 2:55     |  |
| 9.  | «Grito vagabundo»           | Guillermo Buitrago y sus Muchachos                | Guillermo Buitrago           | 2:53     |  |
| 10. | «El Villanuevero»           | Bovea y sus Vallenatos y Alberto Fernández        | Rafael Escalona              | 2:35     |  |
| 11. | «María Elena»               | La Orquesta de Pacho Galán                        | José Ricardo Vergara         | 2:48     |  |
| 12. | «Al compás de las polleras» | Willie Calderón y La Orquesta de Pacho Galán      | Edmundo Arias                | 2:36     |  |
| 13. | «Cristina»                  | Jairo Likasale y La Orquesta de Clímaco Sarmiento | Clímaco Sarmiento            | 3:16     |  |
| 14. | «Descarga en Saxofón»       | Ariza y su combo                                  | Domingo López                | 3:10     |  |
| 15. | «Ron de Vinola»             | Guillermo Buitrago y sus muchachos                | Guillermo Buitrago           | 2:39     |  |
| 16. | «La Desvelada»              | Nora Tatis y La Orquesta de Clímaco Sarmiento     | Clímaco Sarmiento            | 2:30     |  |
| 17. | «José Dolores»              | Lucy González y su Combo Orense                   | Isaac Villanueva             | 3:32     |  |
| 18. | «El Playonero»              | Bovea y sus Vallenatos y Alberto Fernández        | Rafael Escalona              | 3:07     |  |
| 19. | «Mosaico Tupamaros»         | Los Tupamaros                                     | Los Tupamaros                | 4:00     |  |
| 20. | «Veneno»                    | Luly Bossa                                        | Jimmy Pulido y Jorge Sánchez | 3:32     |  |

- Datos: Q21293873